# Instituto Nacional de Denominaciones de Origen
Das Instituto Nacional de Denominaciones de Origen (INDO) ist eine spanische Organisation, der die Überwachung des spanischen Weingesetzes unterliegt. Konkret werden die Bestimmungen durch die örtlichen Aufsichtsbehörden Consejo Regulador umgesetzt. Der erste Consejo Regulador wurde 1926 in Rioja eingesetzt, die nächsten waren Jerez, Málaga und Penedès.
Siehe auch: Denomicación de Origen, Weinbau in Spanien